# BMW C 400 GT
Der C 400 GT ist ein Motorroller von BMW. Er ist unter dem deutlich größeren C 650 GT positioniert und bedient das Mittelklasse-Segment ähnlich dem Piaggio X10, Kymco Xciting 400 und Suzuki Burgman 400. Die Höchstgeschwindigkeit ist aus Zulassungsgründen auf 139 km/h begrenzt.
Der C 400 GT wurde in Italien bei Ricardo entwickelt und wird bei Loncin in China gebaut.

## Technik
Der C 400 GT teilt sich mit dem C 400 X die gleiche Plattform aus Fahrwerk und Antrieb.

### Antrieb
Die C-400-Modelle haben einen wassergekühlten Einzylinder-Viertaktmotor mit vier Ventilen pro Zylinder, Ventilsteuerung mit obenliegender Nockenwelle und Kipphebeln und Nasssumpfschmierung.
Mit 80 mm Bohrung und 69,6 mm Hub ergibt sich der Hubraum zu 350 cm³. Die Verdichtung ist 11,5 : 1 und die Nennleistung 25 kW (34 PS) bei 7500/min. Das maximale Drehmoment von 35 Nm liegt bei 5750/min an.
Die Abgase werden mit einem geregelten Drei-Wege-Katalysator zu Produktionsstart auf Euro4-Standard gereinigt. Ab Modelljahr 2021 erfüllen sie den strengeren Euro5-Standard. Die Abgasanlage ist aus rostfreiem Edelstahl.
Das Kraftstoff-Luft-Gemisch bereitet eine elektronische Saugrohreinspritzung auf, die über ein digitales Motormanagement: BMS-ME mit E-Gas gesteuert wird.
Der Kraftstoffverbrauch nach WMTC wird mit 3,5 l/100 km angegeben. Das entspricht einer Kohlendioxid-Emission von 81 g/km.
Als Kraftstoff wird Superbenzin bleifrei (95 ROZ/90 AKI), (max. 15 % Ethanol, E15); empfohlen. Es gibt aber auch eine länderabhängige Zusteuerung SA 639 für 91 ROZ, max. 15 % Ethanol, E15.

### Fahrwerk
Das Fahrwerk der C 400 Baureihe ist in der für Scooter dieser Größe üblichen Art ausgelegt, mit einteiligem Rahmen vom Steuerkopf bis zum Rahmenheck als Stahlschweißkonstruktion.
Das Vorderrad wird von einer 35-mm-Teleskopgabel geführt, die Hinterradfederung übernehmen zwei Feder-Dämpfer-Einheiten („Federbeine“) mit progressiver Federrate und mechanisch verstellbarer Federvorspannung.
Die Triebsatzschwinge ist für einen guten Vibrationskomfort und hohe Fahrstabilität über ein Entkopplungssystem mit 6 Gummilagern an den Rahmen angebunden.
Vorn hat die C 400 GT Scheibenbremsen mit zwei 4-Kolben-Festsätteln, am Hinterrad ist es ein 1-Kolben-Schwimmsattel. Die drei Bremsscheiben haben einen Durchmesser von 265 mm.
Der Scooter hat ein 2-Kanal-Antiblockiersystem (ABS) von Continental und eine Antriebsschlupfregelung (ASC).

### Karosserie
Der C 400 GT hat einen wirksamen Wind- und Wetterschutz.
Der Kraftstofftank liegt tief im Fahrzeug und fasst 12,8 l Kraftstoff bei 3 l Reserve. Diese Menge reicht für 280 km.
Unter der Sitzbank ist ein 35 l großes Staufach, das einen Jethelm aufnimmt und zusätzlich mit einem Flexcase für einen weiteren Integralhelm erweitert werden kann. Das Flexcase ist nur im Stand zu nutzen, weil beim Einfedern des Hinterrads der Reifen daran schleifen würde. BMW hat das Fahren mit geöffnetem Flexcase mit einem Start-Stopp-Sensor und Info im Display unterbunden. Es wird auch eine tiefere Sitzbank angeboten mit 760 statt 775 mm Sitzhöhe.
Als weiteres Stauvolumen bietet BMW ein 30-l-Topcase als Sonderzubehör an.

### Elektrik
Der Generator ist ein Permanent-Magnetgenerator mit 316 W. Das 12-V-Bordnetz arbeitet mit einer wartungsfreien 9-Ah-Batterie.
Im „Komfortpaket“ sind beheizbare Griffe und eine beheizbare Sitzbank erhältlich. Weitere elektrische Sonderausstattungen sind ein TFT-Farbdisplay, Multi-Controller und zugehörige Apps, LED-Tagfahrlicht, Keyless Ride, Diebstahlwarnanlage.

### Modellpflege
Mit dem Modelljahr 2021 wurden einige Ausstattungsmerkmale technisch überarbeitet. Der Gasgriff mit Bowdenzug wurde durch einen E-Gas-Griff ersetzt. Dabei wird die Stellung des Gasgriffes elektronisch ans Motorsteuergerät übermittelt. Diese Neuerung sorgt für eine sanftere und feinfühligere Gasannahme sowie eine gesteigerte Leerlaufstabilität. Zusätzlich gab es noch Änderungen an der Abgasreinigung sowie am Zylinderkopf. Der Roller erfüllt jetzt die Euro 5-Norm. Die Fliehkraftkupplung wurde optimiert und mit stärkeren Federn ausgestattet. Das Stabilitätsprogramm ASC wurde optimiert. Es reagiert jetzt feinfühliger und muss bei einem Reifenwechsel nicht mehr neu kalibriert werden. An der vorderen Bremsanlage wurden zwei neue Bremssättel verbaut.
Zusätzlich wurde der Einbauort der Beleuchtung im Staufach unter der Sitzbank optimiert und mit einer LED-Leuchte ausgestattet. Im rechten Staufach unter dem Lenker wurde zusätzlich zum bereits im Vorgänger vorhandenen 12-V-Anschluss eine USB-Ladesteckdose spendiert. Der Roller ist seit 2021 in einem neuen Farbprogramm erhältlich.